# 前陰囊神經
前陰囊神經（anterior scrotal nerves）也稱為陰囊前神經，是髂腹股溝神經（源自腰椎神經L1）的分支，髂腹股溝神經往身體兩側分支，從淺鼠蹊環（superficial inguinal ring）起分支出前陰囊神經，支配男性陰囊前半部的知覺，以及陰莖根上方皮膚的知覺。在女性身上也有對應的神經，為前陰唇神經。
前陰囊神經和後陰囊神經都是男性陰囊的神經，兩者都屬於腰骶神經叢，後陰囊神經源自陰部神經裡的會陰神經，而前陰囊神經源自髂腹股溝神經，不屬於陰部神經。

## 外部連結
- 相關資源：FMA （页面存档备份，存于）、TA2 （页面存档备份，存于）
- IMAIOS陰囊前神經
- Elsevier Resource-Anterior scrotal nerve （页面存档备份，存于）
- GEEKY MEDICS Anatomy of the Scrotum and Testes （页面存档备份，存于）

}